# Дырдыра, Виталий Фёдорович
Вита́лий Фёдорович Дырды́ра (4 ноября 1938, Мельниковка, Киевская область — 6 декабря 2024) — советский яхтсмен, олимпийский чемпион, заслуженный мастер спорта СССР (1972), чемпион СССР 1969 (в классе «Финн») и 1972 года (в классе «Темпест»). Капитан 2-го ранга. Один из пяти олимпийских чемпионов по парусному спорту в составе сборной СССР.

## Биография
В 1962 году окончил Киевский государственный институт физической культуры. Член КПСС с 1968 года.
В 1972 году стал олимпийским чемпионом в классе «Темпест» (вместе с Валентином Манкиным).
Преподавал в Киевском высшем военно-морском политическом училище, был начальником кафедры физической подготовки. Увлекался пчеловодством.
Умер 6 декабря 2024 года в возрасте 86 лет.